# Talia Shire
Talia Shire, geboren als Talia Rose Coppola (Lake Success (New York), 25 april 1946), is een Amerikaans actrice van Italiaanse afkomst. Ze werd voor zowel haar rol in The Godfather: Part II als die in Rocky genomineerd voor een Academy Award. Voor Rocky werd ze tevens genomineerd voor een Golden Globe en won ze daadwerkelijk een National Board of Review Award.
Shire speelde onder meer Rocky Balboa's echtgenote Adrian in de eerste vijf delen van de Rocky-filmreeks en Michael Corleones zus Connie in alle delen van de The Godfather-trilogie.

## Biografie
Shire is de dochter van componist Carmine Coppola en zijn vrouw Italia, de jongste van drie kinderen. Ze heeft twee broers. De jongste daarvan is regisseur en producent Francis Ford Coppola. Shire is tevens de tante van onder anderen Nicolas Cage en Sofia Coppola. Ze was tweemaal getrouwd: van 1970 tot 1978 met componist David Shire en met producent Jack Schwartzman van 1980 tot aan zijn dood in 1994. Ze heeft een zoon, Matthew Orlando Shire (1975) uit haar eerste huwelijk en nog twee zoons, Jason Francesco (1980) en Robert Carmine Schwartzman (1982) uit het tweede. Zowel Jason als Robert is zanger en muzikant. Robert is de leadzanger van de band Rooney.
Shire volgde lessen aan de Yale School of Drama en verscheen in enkele films van Roger Corman. Ze brak in 1971 door met haar rol als Connie Corleone in The Godfather, geregisseerd door haar broer Francis Ford Coppola. Voor het vervolg, The Godfather: Part II uit 1974, werd ze genomineerd voor de Academy Award voor Beste Vrouwelijke Bijrol. In 1976 speelde ze Rocky Balboa's verlegen vriendin Adrian in de boksfilm Rocky, waarvoor ze genomineerd werd voor de Academy Award voor Beste Actrice en de New York Film Critics Circle Award voor de Beste Vrouwelijke Bijrol won. Ze vertolkte de rol opnieuw in alle vervolgen tot en met Rocky V.
Samen met echtgenoot Jack Schwartzman begon ze begin jaren tachtig een productiemaatschappij, TaliaFilm. De productiemaatschappij was onder andere betrokken bij de James Bondfilm Never Say Never Again. In 1995 regisseerde ze de film One Night Stand.

## Filmografie
*Exclusief televisiefilms
- Megalopolis (2024)
- Dim Sum Funeral (2008)
- Looking for Palladin (2008)
- Homo erectus (2007)
- Pomegranate (2005)
- I Heart Huckabees (2004)
- Dunsmore (2003)
- Family Tree (2003)
- Kiss the Bride (2002)
- The Whole Shebang (2001)
- The Visit (2000)
- Palmer's Pick Up (1999)
- Lured Innocence (1999)
- The Landlady (1998)
- Caminho dos Sonhos (1998)
- Can I Play? (1998)
- Divorce: A Contemporary Western (1998)
- She's So Lovely (1997)
- River Made to Drown In (1997)
- One Night Stand (enkel regie, 1995)
- Deadfall (1993)
- Bed & Breakfast (1992)
- Cold Heaven (1991)
- The Godfather: Part III (1990)
- Rocky V (1990)
- New York Stories (segment "Life without Zoe", 1989)
- Hyper Sapien: People from Another Star (1986)
- Rad (1986)
- Rocky IV (1985)
- Rocky III (1982)
- Windows (1980)
- Prophecy (1979)
- Rocky II (1979)
- Old Boyfriends (1979)
- Rocky (1976)
- The Godfather: Part II (1974)
- Un homme est mort (1972)
- The Godfather (1971)
- The Christian Licorice Store (1971)
- Gas! -Or- It Became Necessary to Destroy the World in Order to Save It. (1971)
- Maxie (1970)
- The Dunwich Horror (1970)
- The Wild Racers (1968)